# Улицы Нижнего Ломова
| # А Б В Г Д Е Ё Ж З И К Л М Н О П Р С Т У Ф Х Ц Ч Ш Щ Э Ю Я |

Улицы Нижнего Ломова — перечень адресных объектов города Нижний Ломов в Пензенской области России.
Представляет собой совокупность годонимов («составная часть исторического и лингвистического портрета города») и является предметом изучения годономики (отрасли топонимики).
«Годонимикон определённой местности трактуется как носитель знания, репрезентант деятельности коллективного сознания, раскрывающий ментальные представления о пространстве, особенности восприятия его конкретным этносом и образ человека, существующего в этом пространстве».
В XVII веке будущий город состоял из крепости, торга, четырёх церквей и слободы (Пешая, Конная, Солдатская и Пушкарская). В XVIII в. поселение приобрело статус города и его ядро составили Базарная и Соборная площади.
На 2022 год в Нижнем Ломове находится 89 улиц, 34 переулка, 4 площади и 1 проезд.
- Андреева улица
- Артамонова улица
- Базарная площадь
- Байдукова улица
- Белинского улица
- Белякова улица
- Блохина улица
- Бунина улица
- Валовая улица
- Валовый переулок
- Винникова улица
- Вишнёвая улица
- Вокзальная улица
- Володарского улица
- Володарского переулок
- Восточная улица
- Восточный переулок
- Гагарина улица
- Гагарина переулок
- Дачная улица
- Демьяна Бедного улица
- Демьяна Бедного переулок
- Добровольского улица
- Добротиных улица
- Дорожная улица
- Есенина улица
- Железнодорожная улица
- Заводская улица
- Заводской переулок
- Заовражная улица
- Заовражный переулок
- Зареченский переулок
- Западная улица
- Иванова улица
- Кавказ улица
- Калинина улица
- Карла Либкнехта улица
- Карла Либкнехта переулок
- Карла Маркса улица
- Карла Маркса переулок
- Квартальный переулок
- Кирова улица
- Колхозный переулок
- Комарова улица
- Коммунальный переулок
- Корнеева улица
- Красная улица
- Красноармейская улица
- Красноармейский переулок
- Крылова улица
- Куйбышева улица
- Куприна улица
- Кустарный переулок
- Ленина улица
- Ленина переулок
- Ленина площадь
- Лентулова улица
- Лермонтова улица
- Лермонтова проезд
- Лесная улица
- Линейная улица
- Линейный переулок
- Луговой переулок
- Луначарского улица
- Максима Горького улица
- Маяковского улица
- Маяковского переулок
- Межевая улица
- Московская улица
- Московский переулок
- Набережная улица
- Нагорный переулок
- Новенькая улица
- Новостройка улица
- Норовский переулок
- Октябрьская улица
- Октябрьский переулок
- Октябрьская площадь
- Островского улица
- Пензенская улица
- Первомайская улица
- Пионерская улица
- Привалова улица
- Пролетарская улица
- Пролетарский переулок
- Пушкина улица
- Рабочая улица
- Родниковая улица
- Розы Люксембург улица
- Розы Люксенбург переулок
- Садовая улица
- Садовый переулок
- Садки улица
- Сергеева улица
- Сергея Быкова улица
- Свердлова улица
- Свердлова переулок
- Сиреневая улица
- Смирнова улица
- Смирнова переулок
- Советская улица
- Советская площадь
- Сосновая улица
- Спасская улица
- Строительная улица
- Сузюмова улица
- Тархова улица
- Ткачёва улица
- Ткачёва переулок
- Толстого улица
- Транспортников улица
- Тупиковый переулок
- Урицкого улица
- Урицкого переулок
- Фабричная улица
- Фрунзе улица
- Фрунзе переулок
- Чернышевского улица
- Чехова улица
- Чкалова улица
- Широкий переулок
- Шоссейная улица
- Южная улица
- Южная полянка улица
- Яблоневая улица
- Ягодный переулок